# گیورگی آبورجانیا
گیورگی آبورجانیا (گرجی: გიორგი აბურჯანია؛ زادهٔ ۲ ژانویهٔ ۱۹۹۵) بازیکن فوتبال اهل گرجستان است که در حال حاضر برای ای‌وی‌اس در پست هافبک بازی می‌کند.
از باشگاه‌هایی که در آن بازی کرده است می‌توان به سویا اتلتیکو، توئنته، لوگو، ژیل ویسنته، آنورتوسیس فاماگوستا، رئال اویدو، دیلا گوری و خیمناستیک تاراگونا اشاره کرد.
وی همچنین در تیم‌های ملی فوتبال زیر ۱۷ سال، زیر ۱۹ سال، زیر ۲۱ سال گرجستان و گرجستان بازی کرده است.

## دوران باشگاهی
آبورجانیا دوران حرفه‌ای خود را در سال ۲۰۱۰ با متالورگی روستاوی آغاز کرد. سپس برای مدت کوتاهی در دیلا و لوکوموتیو تفلیس بازی کرد. در تاریخ ۱۷ ژوئن ۲۰۱۴، او با باشگاه قبرسی آنورتوسیس فاماگوستا قراردادی دوساله امضا کرد.
در ۸ ژانویه ۲۰۱۶، آبورجانیا پس از توافق بر سر قرارداد سه‌ونیم‌ساله، به تیم خیمناستیک تاراگونا در سگوندا دیویسیون اسپانیا پیوست. او اولین بازی خود برای این باشگاه را اواخر همان ماه انجام داد و در نیمهٔ دوم به‌جای لوی مادین‌دا وارد زمین شد. این دیدار با پیروزی ۲–۱ خانگی مقابل تنریفه همراه بود.
آبورجانیا به‌زودی به یکی از بازیکنان ثابت تیم ویسنته مورنو تبدیل شد و اولین گل خود برای باشگاه را در تاریخ ۲۰ مارس ۲۰۱۶ در پیروزی ۴–۰ خارج از خانه برابر بیلبائو آتلتیک به ثمر رساند. در ۲ اوت، او با قراردادی چهارساله به سویا پیوست و به تیم دوم سویا در همان دسته ملحق شد. گفته می‌شود مبلغ انتقال او یک میلیون یورو بود.
در ۱ اوت ۲۰۱۸، پس از سقوط تیم، آبورجانیا برای یک فصل به لوگو در همان دسته قرض داده شد. در ژوئیهٔ سال بعد، او با قرارداد قرضی به توئنته پیوست.
در ۲۰ سپتامبر ۲۰۲۰، او با رئال اویدو در سگوندا دیویسیون قراردادی یک‌ساله امضا کرد. در ۲۸ ژانویهٔ سال بعد، پس از استفادهٔ کم از او، قراردادش را با باشگاه فسخ کرد و ساعاتی بعد با کارتاخنا از همان لیگ قراردادی کوتاه‌مدت بست.
در ۳ ژوئیه ۲۰۲۱، آبورجانیا که بازیکن آزاد بود، با ژیل ویسنته در لیگ برتر فوتبال پرتغال قراردادی دوساله بست.

## دوران ملی
وی همچنین در تیم‌های ملی فوتبال زیر ۱۷ سال، زیر ۱۹ سال و زیر ۲۱ سال گرجستان بازی کرده است. آبورجانیا در تاریخ ۲۹ مارس ۲۰۱۶ نخستین بازی خود را برای گرجستان انجام داد. این دیدار دوستانه با نتیجهٔ تساوی ۱–۱ برابر قزاقستان به پایان رسید.